# Maesobotrya pauciflora
Maesobotrya pauciflora là một loài thực vật có hoa trong họ Diệp hạ châu. Loài này được Pax mô tả khoa học đầu tiên năm 1903.